# Ich. Das Abenteuer, heute eine Frau zu sein
Ich. Das Abenteuer, heute eine Frau zu sein ist ein deutscher Erotikfilm von Roswitha von Bruck aus dem Jahr 1972.

## Handlung
Monika wird von ihrem Ehemann Kai verprügelt und des Hauses verwiesen. Sie blickt darauf zurück, wie sie Kai in einer Disco kennenlernte und nach vier Monaten heiratete. Doch bald ödete die Ehe sie an, und sie suchte Rat bei ihrem Hausarzt Dr. Hoffmann. Auf dessen Anregung hin kam sie durch Masturbation endlich zum Orgasmus, doch Kai fand das pervers. In einer Traumsequenz wird Monika von nackten Bauarbeitern verfolgt.
Gegen den Willen ihres Ehemannes, eines Bauingenieurs, arbeitete sie in der Boutique ihrer Freundin Anna. Im Wald gab sie sich dem Arzt hin, wurde aber auch von anderen Männern bedrängt. Nach dem Bruch mit Kai entscheidet sie sich für Dr. Hoffmann.

## Produktionsnotizen
Regisseurin von Bruck vertrat vor dem Erscheinen des Films in einem Interview der Abendzeitung vom 28. März 1972 die Ansicht, „daß heute jeder Frau die Möglichkeit gegeben ist, erfolgreich und glücklich zu sein. Daß viele Mädchen und Frauen es trotzdem nicht sind, liegt daran, daß sie von ihren Männern sexuell nicht befriedigt werden.“ Die Uraufführung erfolgte am 25. Mai 1972. Der Verleiher Constantin bewarb den Film mit den Worten: „Zum erstenmal berichten Frauen über ihre geheimsten Wünsche!“ 
Der Film stieß bei Frauenrechtlerinnen auf Zurückhaltung, da er mit seinem Blick in weibliche Strukturen trotz guter Ansätze nicht viel für die Frauenemanzipation beigetragen habe.
Eine Videokassette der Dortmunder Firma Concorde ist mit einer Länge von 83 Minuten etwas kürzer als die Kinofassung.

## Kritiken
Rolf Thissen schrieb im Kölner Stadtanzeiger vom 10. Juni 1972, die Autorin und die Regisseurin hätten klarstellen wollen, dass Frauen „das Recht auf ein nach eigenen Vorstellungen gestaltetes Leben und auf Spontaneität, Befriedigung und Lust“ hätten. Leider habe der Film die Ursachen der Probleme nicht kritisch analysiert.
Das Lexikon des Internationalen Films bezeichnet die Absicht, „eine allgemeingültige Schilderung der sexuellen Wünsche der Frauen zu geben“, hingegen als Vorwand und nennt den Film eine „verlogene Sexschnulze.“